# Circolo polare artico

Mappa dell'Artico, con il Circolo Polare Artico in blu. La linea rossa indica l'isoterma di di luglio

In rosso è riportata la posizione del circolo polare artico

Il circolo polare artico è uno dei cinque principali paralleli indicati sulle carte geografiche; è uno dei due circoli polari. È posto lungo il parallelo a 66°33′49″ di latitudine nord; è teoricamente il punto più meridionale di latitudine in cui sia possibile vedere il sole di mezzanotte a nord dell'equatore; in pratica, poiché il Sole non appare nel cielo come un punto, ma come un disco, il punto più meridionale nell'emisfero boreale dove è possibile osservare il sole per almeno 24 ore consecutive, si trova a 65°44′ nord.

## Definizione

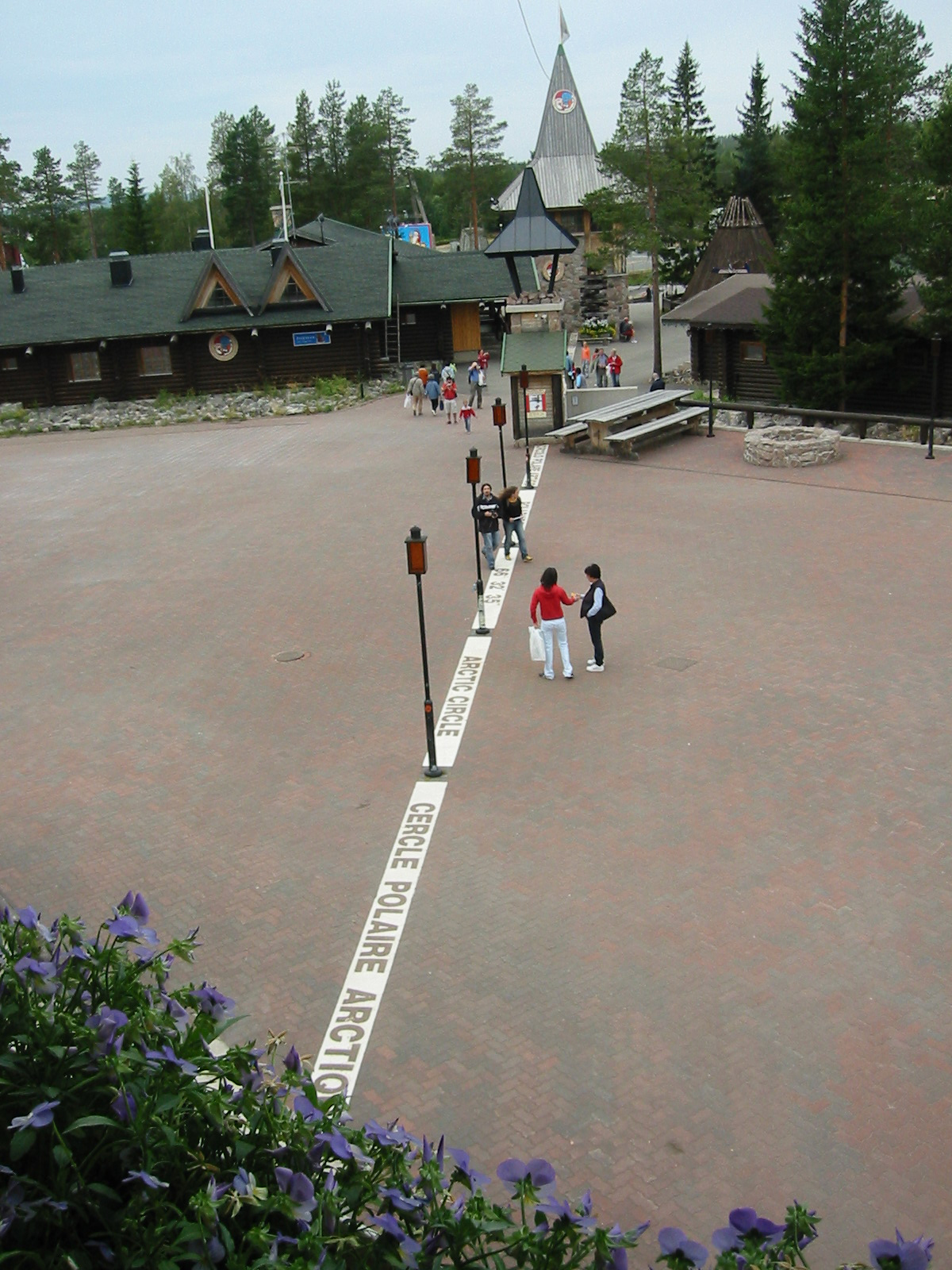
Il confine del Circolo Polare Artico al Villaggio di Babbo Natale a Rovaniemi

Il circolo polare artico segna il confine meridionale del giorno continuativo al solstizio di giugno e il crepuscolo artico al solstizio di dicembre. Al di là del circolo polare artico, il sole rimane d'estate sopra l'orizzonte per almeno 24 ore consecutive (sole di mezzanotte). Viceversa durante l'inverno il sole rimane sotto l'orizzonte per almeno 24 ore consecutive (notte polare).
In realtà, a causa della curvatura della Terra, del suo schiacciamento ai poli geografici, e poiché il Sole appare come un disco e non come un punto, il sole di mezzanotte si può vedere la notte del solstizio di giugno fino ai 50' (90 km) a sud del circolo polare artico e, al solstizio di dicembre, parte del Sole è visibile fino ai 50' di latitudine a nord del circolo.

## Paesi attraversati

Circolo Polare a Pello

Il circolo polare artico attraversa i seguenti Paesi, da est a ovest:
- Russia
- Finlandia
- Svezia
- Norvegia
- Islanda (Grímsey)
- Groenlandia
- Canada
- USA (Alaska)

La città più grande a nord del Circolo Polare Artico è Murmansk (ca. 300 000 abitanti) nella Russia europea. Sempre in Russia si trovano Noril'sk (ca. 100 000 abitanti, Siberia) e Vorkuta (ca. 60 000 abitanti, Russia Europea). Fuori della Russia sono da menzionare Tromsø (ca. 70 000 abitanti) e Bodø (ca. 50 000) in Norvegia nonché Kiruna (ca. 20 000) in Svezia, mentre Rovaniemi (ca. 60 000 ab.) in Finlandia si trova appena 6–7 km a sud del Circolo Polare Artico. In America le città a nord del Circolo Polare Artico sono tutte molto piccole: Utqiaġvik, precedentemente Barrow, in Alaska, ha circa 4 000 abitanti, Inuvik in Canada ca. 3 000, Qeqqata in Groenlandia ca. 10 000 (intero comune).